# منطقة كوكس
منطقة كوكس (بالألبانية: Rrethi i Kukësit) هي واحدة من ستة وثلاثين منطقة تقع في ألبانيا وهي جزء من مقاطعة كوكس.[بحاجة لمصدر] يقدر عدد سكانها بـ 45,616 نسمة ومساحتها 938 كم2 .